# Gunnar Torpson
Nils Gunnar Ferdinand Torpson, född den 27 augusti 1896 i Stockholm, död den 24 oktober 1980, var en svensk militär.
Efter studentexamen i Landskrona 1915 gick Torpson in på den militära banan och avlade officersexamen 1917. Han blev samma år fänrik vid Södra skånska infanteriregementet (I 7), avancerade i graderna och blev löjtnant 1922, kapten 1932, major 1940 och överstelöjtnant 1948. Han var 1926-1929 vid Gymnasitiska Centralinstitutet och avlade intendentsexamen 1933. Åren 1935-1943 var han chefsinstruktör vid Södra Skånes landstormsförbund och i samband med andra världskrigets utbrott var Torpson en av initiativtagarna till bildandet av landstormens officerskår. Från 1947 var han inskrivningschef för Malmöhus läns södra inskrivningsområde.
Torpson var även kommunpolitiskt aktiv och var 1948-1952 ledamot av stadsfullmäktige i Ystad. Han blev riddare av Svärdsorden 1938 och av Vasaorden 1946 samt innehade flera militära utmärkelser. Han var vidare hedersledamot i Södra Skånes befälsutbildningsförbund.
Gunnar Torpson var son till seminarierektorn Nils Torpson och dennes hustru Klara Svensson. Han var från 1931 gift med Ingegärd Uggla, dotter till krigsdomaren Torsten Uggla i Lund. De fick två döttrar, Gunilla och Brita. Gunnar Torpson var genom sina systrar Margit och Lisa svåger till industrimannen Sven Nordengren respektive fysikern Erik Bergstrand.